# Аркаваката (Козенца)
Аркаваката је насеље у Италији у округу Козенца, региону Калабрија.
Према процени из 2011. у насељу је живело 1831 становника. Насеље се налази на надморској висини од 307 м.